# Liste der Nummer-eins-Hits in den Hot 100 Airplay (1989)
Diese Liste enthält alle Nummer-eins-Hits in den Hot 100 Airplay Charts im Jahr 1989. Es handelt sich hierbei um die Charts mit den von den Radiostationen in den USA am häufigsten gespielten Musiktiteln, die vom US-amerikanischen Magazin Billboard veröffentlicht wurden. In diesem Jahr gab es 27 Spitzenreiter.
| Singles |
| --- |
| - Poison – Every Rose Has Its Thorn - 4 Wochen (10. Dezember 1988 – 6. Januar 1989) - Phil Collins – Two Hearts - 2 Wochen (7. Januar – 20. Januar) - Sheriff – When I'm With You - 1 Woche (21. Januar – 27. Januar) - Paula Abdul – Straight up - 3 Wochen (28. Januar – 17. Februar) - Debbie Gibson – Lost in Your Eyes - 3 Wochen (18. Februar – 10. März) - Mike & The Mechanics – The Living Years - 1 Woche (11. März – 17. März) - The Bangles – Eternal Flame - 1 Woche (18. März – 24. März) - Roxette – The Look - 2 Wochen (25. März – 7. April) - Madonna – Like a Prayer - 3 Wochen (8. April – 28. April) - Bon Jovi – I’ll Be There for You - 1 Woche (29. April – 5. Mai) - Paula Abdul – Forever Your Girl - 2 Wochen (6. Mai – 19. Mai) - Michael Damian – Rock on - 1 Woche (20. Mai – 26. Mai) - New Kids on the Block – I’ll Be Loving You (Forever) - 2 Wochen (27. Mai – 9. Juni) - Richard Marx – Satisfied - 2 Wochen (10. Juni – 23. Juni) - Fine Young Cannibals – Good Thing - 2 Wochen (24. Juni – 7. Juli) - Simply Red – If You Don't Know Me By Now - 1 Woche (8. Juli – 14. Juli) - Martika – Toy Soldiers - 1 Woche (15. Juli – 21. Juli) - Richard Marx – Right Here Waiting - 5 Wochen (22. Juli – 25. August) - Paula Abdul – Cold Hearted - 1 Woche (26. August – 1. September) - Gloria Estefan – Don't Wanna Lose You - 1 Woche (2. September – 8. September) - Milli Vanilli – Girl I’m Gonna Miss You - 3 Wochen (9. September – 29. September) - Janet Jackson – Miss You Much - 3 Wochen (30. September – 20. Oktober) - Roxette – Listen to Your Heart - 1 Woche (21. Oktober – 27. Oktober) - Bad English – When I See You Smile - 2 Wochen (28. Oktober – 10. November) - Milli Vanilli – Blame It on the Rain - 2 Wochen (11. November – 24. November) - Billy Joel – We Didn’t Start the Fire - 1 Woche (25. November – 1. Dezember) - Phil Collins – Another Day in Paradise - 6 Wochen (2. Dezember 1989 – 12. Januar 1990) |